# 小行星3161
小行星3161（3161 Beadell）是一颗绕太阳运转的小行星，为主小行星带小行星。该小行星于1980年10月9日发现。
該小行星以澳大利亞測量師萊恩·比亞德爾命名。

## 轨道参数
小行星3161的轨道半长轴为2.5719822 UA，离心率为0.171。